# Nanorchestes dicrosetus
Nanorchestes dicrosetus är en spindeldjursart som beskrevs av Malcolm Luxton 1984. Nanorchestes dicrosetus ingår i släktet Nanorchestes och familjen Nanorchestidae. Inga underarter finns listade i Catalogue of Life.